# Lemona
Lemona (oficialmente en euskera: Lemoa) es una anteiglesia y municipio español de la provincia de Vizcaya, perteneciente a la comunidad autónoma del País Vasco. El término municipal tiene una población de 3586 habitantes (INE 2024).

## Geografía
Se encuentra situado en la confluencia del río Arratia con el Ibaizábal. cuya zona central ocupa un terreno llano que se eleva progresivamente hacia los márgenes, donde se encuentran sus máximas culminaciones. Destacan los montes de Arraño I (395 m s. n. m.), Arraño II (375 m s. n. m.), Aramotz (514 m s. n. m.) y San Antolín (Peña Lemona) (368 m s. n. m.) . Predominan en estos montes los materiales calizos, iniciando así la serie de cresterías, tan características del Duranguesado, y que, a su vez, han hecho surgir, por medio de su explotación, una importante industria del cemento y materiales de construcción. Los dos ríos que atraviesan el municipio son el Ibaizabal y su afluente el Arratia.
Limita al norte con Bedia y Amorebieta; al sur, con Yurre, la capital del valle de Arratia, y Dima; al este, con Amorebieta y, al oeste, con Bedia y Galdácano.

## Historia
Hacia mediados del siglo XIX, el lugar, una anteiglesia ya por entonces con ayuntamiento propio, tenía contabilizada una población de 575 habitantes. Aparece descrito en el décimo volumen del Diccionario geográfico-estadístico-histórico de España y sus posesiones de Ultramar de Pascual Madoz con las siguientes palabras:

LEMONA: anteigl. con ayunt. en la prov. de Vizcaya (á Bilbao (2 1/2 leg.), part. jud. de Durango (3), c. g. de las Provincias Vascongadas (á Vitoria 8), aud. terr. de Burgos (28), dióc. de Calahorra (29): tiene el 64.º voto y asiento en las juntas de Guernica y contribuye al señ. por 89 1/2 fogueras. sit. á la izq. del r. Durango, entre este y el que baja de Dima; clima frio y húmedo. La pobl. se halla distribuida en los barrios de Elorriaga, Lemorieta, San Ignacio, la Iglesia, Durandio, Arraño y Asuerreca, que reunen sobre 140 casas: hay una escuela pública concurrida por 12 niños y 4 niñas y dotada con 300 rs.; y otra particular á que asisten 14 niños y 6 niñas, siendo la asignacion del maestro convencional y por retribucion de los padres de los discípulos; la igl. parr. (Sta. Maria), está servida por 2 beneficiados perpetuos con título de cura y un sacristan; pegante á la misma se halla el cementerio: sus 5 ermitas, sit. en los montes, estan dedicadas á Santiago, San Pedro, San Lorenzo, San Ignacio y San Antonio. El térm. se estiende una leg. de N. á S. y lo mismo de E. á O., y confina N. Galdacano; E. Amorevieta; S. Yurre, y O. Bedia: dentro de esta circunferencia se cria mucho arbolado y buenos pastos. El terreno es de buena calidad y bastante fértil; le bañan los r. Dima y Durango que se juntan y tienen 2 puentes en esta anteigl.; nacen ademas varias fuentes minerales que se utilizan para beber; no faltando tampoco canteras de piedra caliza y arenisca. caminos: pasa por esta anteigl. el camino recientemente construido de Bilbao á Vitoria, á espensas de una sociedad de capitalistas. El correo se recibe de Bilbao, por balijero. prod.: maiz, trigo, castaña y legumbres: cria ganado vacuno, lanar y caballar, caza de liebres, perdices, codornices y jabalíes, y pesca de barbos, anguilas, truchas y loinas. ind. 2 molinos harineros en brillante estado. pobl.: 146 vec., 575 alm. riqueza imp.: 283,980 rs. El presupuesto municipal asciende á 3,000 rs. y se cubre con los arbitrios sobre el vino y aguardiente.
(Madoz, 1847, pp. 128-129)

## Demografía
Lemona cuenta con una población de 3586 habitantes (INE 2024).
| Gráfica de evolución demográfica de Lemona entre 1842 y 2021 |
| |
| Población de derecho según los censos de población del INE Población de hecho según los censos de población del INEEn estos censos se denominaba Lemona: 1842, 1857, 1860, 1877, 1887, 1897, 1900, 1910, 1920, 1930, 1940, 1950, 1960, 1970 y 1981 |

El municipio de Lemona vio aumentar de forma progresiva su población a lo largo de los tres primeros cuartos del siglo pasado, Incidió en ello su situación, cercana a Bilbao y a los núcleos industriales del valle de Ibaizábal (Amorebieta, Galdácano). Este hecho produjo, sin embargo, un descenso notable de la importancia del sector agrario y la utilización por parte de su población del llamado "trabajo a tiempo parcial". A su vez, la instalación de algunas industrias hizo de Lemona punto de llegada de población inmigrante, procedente del resto de España. Este progresivo aumento se estancó mediada la década de 1970 y, ya en la década de 1980, comenzó a perder población. La falta de construcción de viviendas para las nuevas generaciones que se van independizando del seno familiar interviene de forma determinante en esta tendencia.

## Administración y política

### Gobierno municipal
| Partido político                                              | 2023  | 2023       | 2019  | 2019       | 2015  | 2015       | 2011  | 2011       | 2007  | 2007       | 2003        | 2003        | 1999  | 1999       | 1995  | 1995       |
| Partido político                                              | %     | Concejales | %     | Concejales | %     | Concejales | %     | Concejales | %     | Concejales | %           | Concejales  | %     | Concejales | %     | Concejales |
| Euskal Herria Bildu (EH Bildu)-Bildu                          | 38,29 | 4          | 47,81 | 6          | 50,11 | 6          | 44,28 | 5          | —     | —          | —           | —           | —     | —          | —     | —          |
| Euzko Alderdi Jeltzalea-Partido Nacionalista Vasco (EAJ-PNV)  | 56,77 | 7          | 43,79 | 5          | 39,94 | 5          | 39,05 | 5          | 54,09 | 7          | 62,85       | 9           | 51,26 | 6          | 60,71 | 7          |
| Partido Socialista de Euskadi-Euskadiko Ezkerra (PSE-EE PSOE) | 1,55  | 0          | 4,07  | 0          | 5,93  | 0          | 9,88  | 1          | 11,51 | 1          | 4,35        | 0           | —     | —          | —     | —          |
| Partido Popular del País Vasco (PP)                           | 0,89  | 0          | 1,16  | 0          | 1,64  | 0          | 4,27  | 0          | 6,33  | 0          | 6,49        | 0           | 7,82  | 1          | 5,41  | 0          |
| Eusko Alkartasuna (EA)                                        | —     | —          | —     | —          | —     | —          | —     | —          | 16,91 | 2          | 19,71       | 2           | 16,53 | 2          | 17,13 | 2          |
| Ezker Batua-Berdeak (EB-B)                                    | —     | —          | —     | —          | —     | —          | —     | —          | 8,26  | 1          | 5,75        | 0           | —     | —          | —     | —          |
| Euskal Herritarrok (EH)-Herri Batasuna (HB)                   | —     | —          | —     | —          | —     | —          | —     | —          | —     | —          | Ilegalizado | Ilegalizado | 23,12 | 2          | 15,68 | 2          |

### Organización territorial
El municipio está conformado, según el Instituto Nacional de Estadística, por los núcleos de población de Agarre, Arantxe, Arraibi, Arraño, Azurreka, Bolunburu, Durandio, Elizondo, Elorriaga, Errekalde, Estaziñoa, Intzuntza, Iturritxe, Larrabeiti, Lemorieta, Mendieta, Pozueta, San Inazio, Tallerreta, Txiriboketa y Zubieta.

## Patrimonio

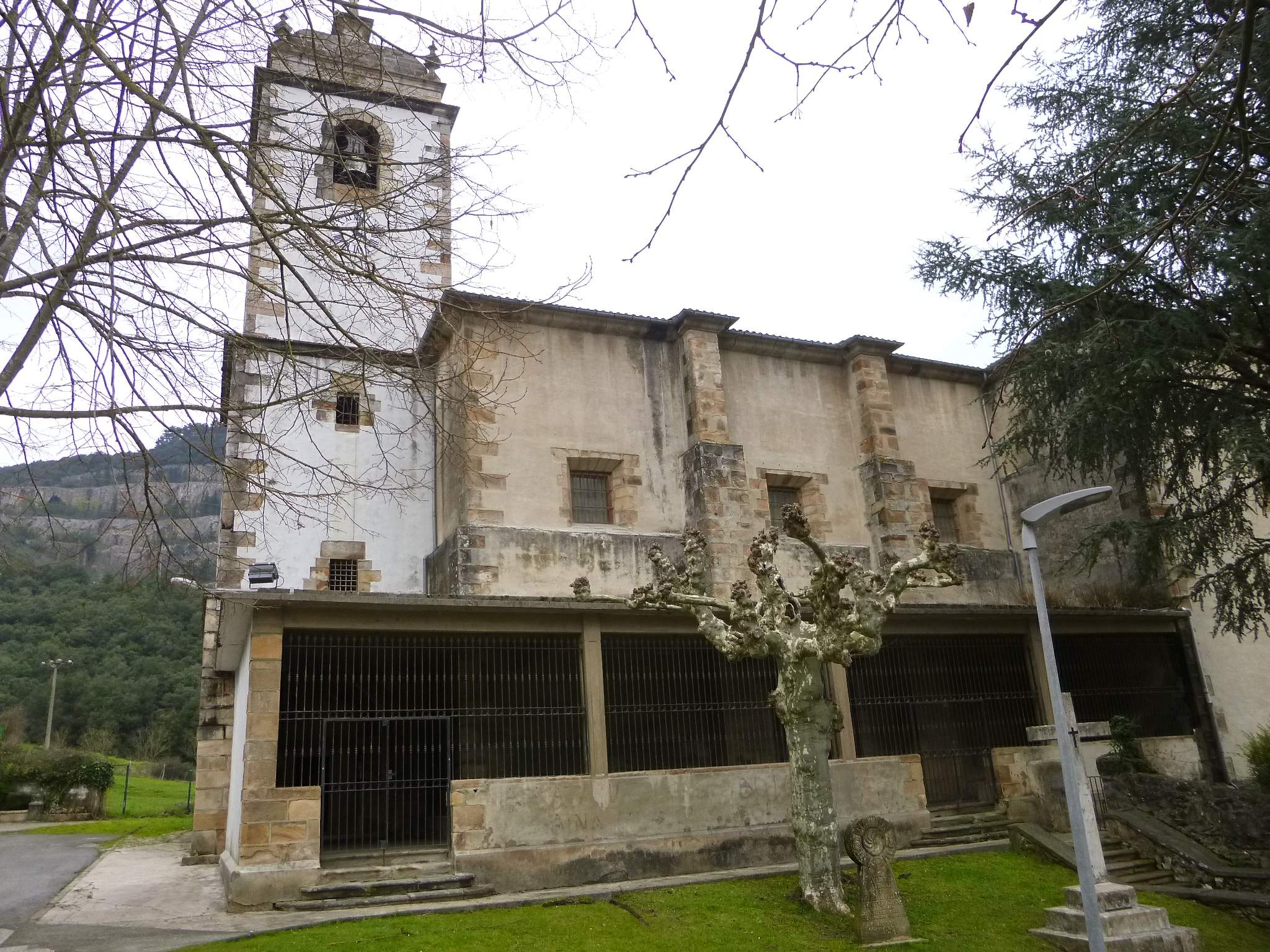
Vista de la iglesia de Santa María

Hay en el lugar una iglesia de Santa María.